# Зюдхоф, Томас Кристиан
Томас Кристиан Зюдхоф (нем. Thomas Christian Südhof; род. 22 декабря 1955[…], Гёттинген, ФРГ) — немецко-американский биохимик и нейробиолог, специализирующийся на исследовании синапсов. В 2013 году совместно с Джеймсом Ротманом и Рэнди Шекманом получил Нобелевскую премию по физиологии и медицине. Профессор Стэнфордского университета, глава Зюдхофской лаборатории при медицинской школе.
Является членом Национальной академии наук США (2002), Национальной медицинской академии США (2007), Леопольдины (2015), иностранный член Лондонского королевского общества (2017).

## Биография
Зюдхоф окончил Вальдорфскую школу в Ганновере в 1975 году. Учился в университете Ахена, Гарвардском и Гёттингенском университетах. В 1982 году в институте биофизической химии Общества Макса Планка защитил диссертацию «Die biophysikalische Struktur der chromaffinen Granula im Lichte ihres Osmometerverhaltens und ihrer osmotischen Lyse», посвящённую структуре и функциям хромаффинных клеток надпочечников, в которых образуются гормоны адреналин и норадреналин. В качестве постдока работал в отделении молекулярной биологии Юго-западного медицинского центра Техасского университета (UT Southwestern) в Далласе под руководством будущих нобелевских лауреатов Майкла Стюарта Брауна и Джозефа Леонарда Голдштейна. Там ему удалось провести клонирование ЛПНП-рецепторов. После этого он занялся исследованием молекулярной основы передачи сигналов в нервной системе и в 1991 году получил должность профессора молекулярной генетики в UT Southwestern.
В 1995—1998 годах научный член (нем. Wissenschaftliches Mitglied) общества Макса Планка и директор гёттингенского Института экспериментальной медицины общества Макса Планка. Затем возвратился в Даллас. В 2008 году перешёл в Стэнфордский университет, где стал профессором молекулярной и клеточной физиологии, психиатрии и нейрологии.
В 2013 году он получил Нобелевскую премию по физиологии и медицине «за открытие механизмов регуляции везикулярного транспорта — основной транспортной системы клеток». Его вкладом явилось изучение белков клеточного транспорта в нейронах.
Член Американской академии искусств и наук (2010).
Супруга — Лю Чен, китайско-американский учёный.

## Награды и отличия
Большой офицерский крест ордена «За заслуги перед Федеративной Республикой Германия» (2014).
- W. Alden Spencer Award[англ.] (1993)
- NAS Award in Molecular Biology[англ.] (1997)
- Bristol-Myers Squibb Award[англ.] (2004)
- Passano Award[нем.] (2008)
- Премия Кавли (2010)
- Премия Альберта Ласкера за фундаментальные медицинские исследования (2013)
- Нобелевская премия по медицине (2013)
- Hans Neurath Lecture (2016)